# Gedeon Burkhard
Gedeon Burkhard (ur. 3 lipca 1969 w Monachium) – niemiecki aktor, reżyser, scenarzysta pochodzenia albańsko–włoskiego.

## Wczesne lata
Urodził się w Monachium jako syn aktorki Elisabeth von Molo Burkhard i Wolfganga Burkharda. Jego dziadek ze strony ojca Aleksander Moisiu był aktorem, a dziadek ze strony matki Konrad van Molo był producentem filmowym. Początkowo myślał o studiach plastycznych. W wieku ośmiu lat uczęszczał do szkoły z internatem w Anglii. Uczęszczał także do szkół baletowych i muzycznych, w tym do Państwowej Akademii Baletowej w Monachium, jego karierę taneczną zakończyło poważne złamanie kostki. Ukończył Munich American High School w Niemczech. 

## Kariera
Mając 12 lat zadebiutował na małym ekranie w niemieckim dramacie telewizyjnym Ciocia Maria (Tante Maria, 1981). Rok później zagrał postać Hartmuta Kellera w dzieciństwie w miniserialu Krew i honor: Młodzież pod Hitlerem (Blut und Ehre: Jugend unter Hitler, 1982). W komedii romantycznej Sönke Wortmanna Małe rekiny (Kleine Haie, 1992) z Jürgenem Vogelem i Kaiem Wiesingerem zagrał pewnego siebie elokwentnego „Aliego” Albrechta Hagena Franke von Korweilera, który marzy o karierze aktora, zdaje egzamin wstępny do szkoły aktorskiej w Monachium, lecz przerywa naukę i pracuje jako producent reklam. 
W latach 1995–98 przebywał w Stanach Zjednoczonych. W 1998 wziął udział w reklamie Henkell & Söhnlein, niemieckiego producenta wina z siedzibą w Wiesbaden. Przełom w jego karierze nastąpił, kiedy zastąpił Tobiasa Morettiego i otrzymał rolę inspektora Alexandra Brandtnera w austriacko–niemieckim serialu kryminalnym Sat.1 Komisarz Rex (Kommissar Rex, 1998–2001), gdzie jego partnerem był tytułowy pies owczarek niemiecki Rex. W sierpniu 1998 zajął trzecie miejsce w plebiscycie magazynu „Bild” na „Najbardziej seksownego mężczyznę w Niemczech” Stał się sławny niemal z dnia na dzień, jednak po czterdziestu czterech odcinkach tego serialu, gdy w 2002 jego kontrakt wygasł, został zastąpiony przez komisarza Marca Hoffmanna (Alexander Pschill). W telewizyjnym dreszczowcu Przyjdź i mnie zabij (We’ll Meet Again, 2002) z Brandy Ledford opartym na powieści o tym samym tytule autorstwa Mary Higgins Clark został obsadzony w roli lekarza Petera Gaynesa.
Grał w teatrze, w tym w Renaissance-Theater w Berlinie podczas niemieckojęzycznej premiery przedstawienia Sechs Tanzstunden in sechs Wochen (Sześć lekcji tańca w sześć tygodni, 2003) i w komedii Der Krawattenclub (Klub krawatów, 2005). 
Zajmował się również dubbingiem, podkładał głos w niemieckich wersjach językowych, w tym za Winstona Connelly’ego (Keanu Reeves) w komedii Ubiegłej nocy (1988), Slipa (Jack Black) w dramacie fantasy Niekończąca się opowieść III: Ucieczka z krainy Fantazji (1994), Merrilla Hessa (Joaquin Phoenix) w dreszczowcu fantastycznonaukowym Znaki (2002), Perry’ego Smitha (Clifton Collins Jr.) w biograficznym dramacie kryminalnym Capote (2005), inspektora Waltera Uhla (Paul Giamatti) w dramacie fantasy Mistrz (2012) i Freddiego Quella (Joaquin Phoenix) w dramacie Mistrz (2012), a także w sitcomie Świat według Bundych (1992–1995) oraz filmach animowanych – Mój brat niedźwiedź (2003) jako Kenai i Mia i ja. Film (Mia and Me – Das Geheimnis von Centopia, 2022) jako Toxor.
W dramacie Ostatni pociąg (Der Letzte Zug, 2006) zagrał postać Henry’ego Neumanna, boksera żydowskiego uwięzionego w wagonie wraz z rodziną w drodze do Auschwitz-Birkenau. Zdobył sympatię telewidzów w roli detektywa Chrisa Rittera w serialu RTL Kobra – oddział specjalny (Alarm für Cobra 11, 2007). Znalazł się w obsadzie dramatu wojennego Quentina Tarantino Bękarty wojny (Inglourious Basterds, 2009) u boku Brada Pitta.
W serialu włoskim Rai 1 Złapać króla - Narkotyki (Caccia al re - La narcotici, 2010) wystąpił jako asystent szefa wydziału antynarkotykowego Daniele Piazza. W czesko–słowackim historycznym melodramacie biograficznym Kochanka diabła (The Devil’s Mistress, 2016) zagrał postać Gustava Fröhlicha, niemieckiego aktora i gwiazdę UFA, o życiu aktorki Lídy Baarovej i jej związku z Josephem Goebbelsem.
W 2011 wziął udział we włoskiej wersji programu Dancing with the Stars. Taniec z gwiazdami, w towarzystwie profesjonalnej tancerki włoskiej Samanty Togni. We wrześniu 2017 tańczył z Christine Neubauer w programie RTL Dance Dance Dance. 
Od 23 października 2022 na swoim kanale YouTube zaczął realizować swój projekt The Screw Whisperer, gdzie m.in. w tym programie Zrób to sam z przymrużeniem oka wykonuje wszelkiego rodzaju naprawy. Nagrany przez niego cover zespołu Depeche Mode „Black Day” ukazał się na płycie Higher Love (2023).
W 2024 wystąpił w Schlosspark Theater w Berlinie w spektaklu Miłość i inne sytuacje w życiu na podstawie powieści Guya de Maupassanta.

## Życie prywatne
W 1996 w Las Vegas poślubił amerykańską dziennikarkę Birgit Cunningham, z którą się rozwiódł po czterech miesiącach. Spotykał się z angielską montażystką filmową Emmą E. Hickox (ur. 11 kwietnia 1964) i Caroline Watzl. Ze związku z Filomeną Iannacone (2004–2006) ma córkę Gioię Filomenę (ur. 13 lipca 2004). Przez długi czas mieszkał w Los Angeles, zanim przeprowadził się ponownie do Berlina. Od roku 2008 do lutego 2016 był związany z o 18 lat młodszą Aniką Bormann. W listopadzie 2017 spotykał się z pochodzącą z Polski Ewą Palygą, zastępcą dyrektora ds. sprzedaży i marketingu Mercedes-Benz. W sierpniu 2021 związał się z o 24 lata młodszą Saschą Vedutą z Ukrainy. W marcu 2023 w rozmowie na łamach „Bunte” ujawnił, że zamieszkał w Berlinie w poliamorycznym związku z dwiema kobietami, z o 20 lat młodszą Ann–Britt Dittmar i Sashą Vedutą.

## Filmografia

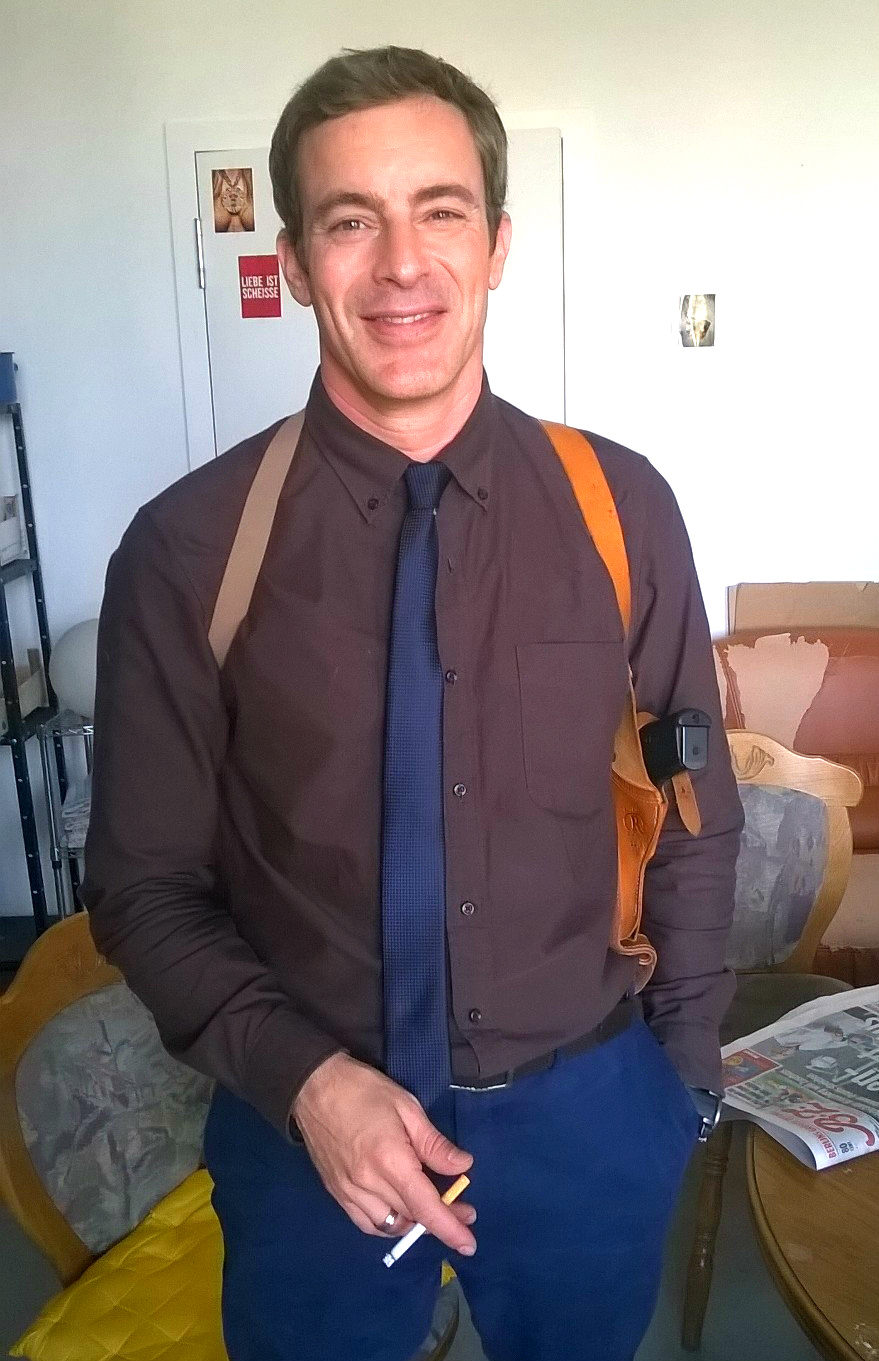
Gedeon Burkhard (2014)

### Filmy
- 1981: Ciocia Maria (Tante Maria, TV) jako Andreas Büdenbender
- 1981: Und ab geht die Post (TV)
- 1982: Krew i honor (Blut und Ehre, TV) jako 10-letni Hartmut Keller
- 1988: Witamy Niemców (Der Passagier – Welcome to Germany) jako Janko
- 1989: Dwie kobiety (Zwei Frauen) jako Bud
- 1990: Śpiąca królewna (Šípková Ruženka) jako książę William/Johan
- 1992: Małe rekiny (Kleine Haie) jako Ali
- 1993: Sommerliebe (TV) jako Matthias
- 1993: Mein Mann ist mein Hobby (TV)
- 1993: Abgeschminkt! jako Rene
- 1994: Affären jako Thomas Prinz
- 1996: Magenta jako Roy
- 1998: Podróż do Wenecji (2 Männer, 2 Frauen – 4 Probleme!?) jako Louis
- 1998: Chłopcy malowani (The Brylcreem Boys) jako Krach
- 1998: Zapach uwiedzenia (Gefährliche Lust – Ein Mann in Versuchung, TV) jako Leon Heflin
- 2002: Wielki pożar (Superfire, TV) jako Reggie
- 2002: Zwei Affären und eine Hochzeit (TV) jako Jan Richter
- 2002: Przyjdź i mnie zabij (We'll Meet Again, TV) jako dr Peter Gaynes
- 2003: Yu jako Tom
- 2003: Das Bisschen Haushalt (TV) jako Reinhard Burger
- 2004: Der Vater meines Sohnes (TV) jako Ricardo Potero
- 2005: Der Todestunnel – Nur die Wahrheit zählt (TV) jako Abdrea Sala
- 2005: The Tube (TV)
- 2006: Złote Czasy (Goldene Zeiten) jako Mischa Hahn
- 2006: Ostatni pociąg (Der Letzte Zug) jako Henry Neumann
- 2009: Bękarty wojny (Inglourious Basterds) jako sierżant Wilhelm Wicki
- 2011: Wunderkinder jako Boris Brodsky
- 2012: Ludwig II jako Graf von Holnstein
- 2013: Tata do pary II (Kokowääh 2) jako Luc
- 2013: Unknown Heart (TV) jako Andrew Shaw
- 2013: Ohne Gnade jako Ronzo
- 2014: Gefällt Mir jako Peter Jungbluth
- 2014: Rosamunde Pilcher: Moje nieznane serce (Rosamunde Pilcher: Mein unbekanntes Herz, TV) jako Andrew Shaw
- 2016: Plan B: Chrzanić plan A (Plan B: Scheiß auf Plan A) jako Schulz
- 2016: Lída Baarová jako Gustav Fröhlich
- 2017: Śnieżynka (Schneeflöckchen) jako Winter
- 2022: Wrobiony (Titanium White) jako agent Buckley
- 2023: Trzej detektywi – dziedzic smoka (Die drei ??? - Erbe des Drachen) jako Steven Yates
- 2024: Operacja Thule (Operation Thule) jako Rudolf Krieger
- 2024: ZŁAMAŁ. SAM. Perwersyjna historia miłosna (BROKE. ALONE. A kinky love story) jako Vater

### Seriale
- 1983: Nordlichter: Geschichten zwischen Watt und Wellen
- 1988: Der Fahnder
- 1989: Forsthaus Falkenau jako Konrad Frank
- 1990: Nowe przygody Czarnego Królewicza (The New Adventures of Black Beauty) jako Manfred
- 1990: Sekt oder Selters
- 1992: Naszyjnik (Náhrdelník) jako Julius
- 1994: Verliebt, verlobt, verheiratet
- 1994: Książę (Der König) jako Markus Bassermann
- 1994: Ośmiornica 7 (La Piovra 7) jako Daniele Rannisi, piracki dziennikarz
- 1995: Komisarz Rex (Kommissar Rex) jako Stefan Lanz (I seria, odc. 10 pt. Amok)
- 1995: Ein Fall für zwei jako Michael Marten
- 1996: SOKO 5113 jako Philip Steger
- 1996: W nieodpowiednich rękach (Wem gehört Tobias?) jako Thomas Urban
- 1996: Telefon 110 (Polizeiruf 110) jako Louis
- 1998–2001: Komisarz Rex (Kommissar Rex) jako Alexander Brandtner
- 2004: Der Wunschbaum jako Steve Kammer
- 2005: SOKO Leipzig
- 2005: Utta Danella jako Conte Francesco di Selari
- 2007: Kobra – oddział specjalny - odc.: Gra o życie (Auf Leben und Tod) jako Mark Jäger
- 2007–2008: Kobra – oddział specjalny (Alarm für Cobra 11) jako komisarz Chris Ritter
- 2010: Caccia Al Re - La Narcotici jako Daniele Pizza
- 2013: Notruf Hafenkante jako Harald Brodersen
- 2013: Inga Lindström jako Jesper Svensson
- 2014: Nieznane serce (Rosamunde Pilcher: Mein unbekanntes Herz) jako Andrew Shaw
- 2017: Górski lekarz (Gestohlenes Glück) jako Leon Richthofen
- 2017: Z boską pomocą (Um Himmels Willen) jako Leon Schmidt

## Nagrody
| Rok  | Nagroda                     | Kategoria               | Tytuł                |
| ---- | --------------------------- | ----------------------- | -------------------- |
| 1993 | Bawarska Nagroda Filmowa    | Najlepszy aktor         | Małe rekiny (1992)   |
| 1999 | Nagroda im. Romy (Wiedeń)   | Ulubiony aktor          | Komisarz Rex (1998)  |
| 2009 | Nagroda społeczności obwodu | Najlepszy zespół obsady | Bękarty wojny (2009) |